# 太湖祠
太湖祠，位于中国福建省莆田市荔城区黄石镇井后村村，明万历二十年（1592年）始建，清乾隆年间（1736—1795年）重修。占地面积2662平方米，由照墙、外埕、内埕、正殿、后殿等组成。重檐歇山顶，穿斗式结构，面阔五间，进深三间，脊檩墨书“明万历贰拾年岁次壬辰慧虚朱夫子倡建”，石柱上有“明万历壬辰冬黄石太湖祠告竣”的刻字。2009年11月16日公布为第七批福建省文物保护单位。